# Ālmarān
Ālmarān (persiska: آلمَران) är en ort i Iran.   Den ligger i provinsen Västazarbaijan, i den nordvästra delen av landet, 600 km väster om huvudstaden Teheran. Ālmarān ligger 2 111 meter över havet och antalet invånare är 107.
Terrängen runt Ālmarān är kuperad åt nordost, men åt sydväst är den bergig. Terrängen runt Ālmarān sluttar österut.Runt Ālmarān är det ganska tätbefolkat, med 96 invånare per kvadratkilometer. Närmaste större samhälle är Sī Pakān, 8,8 km öster om Ālmarān. Trakten runt Ālmarān består i huvudsak av gräsmarker.